# Bouldnor Cliff
Bouldnor Cliff is een in 1999 ontdekte 8000 jaar oude vindplaats op 11 m diepte in de westelijke Solent (Zuid- Engeland). Het is een van de belangrijkste en meest informatieve vindplaatsen met bewoningssporen van Engeland, die bovendien een goed bewaarde groep organische artefacten opleverde. Bouldnor Cliff werd ook de oudste bootbouwsite ter wereld genoemd.
Vooralsnog wijzen de ontdekte sporen niet op een permanente bewoning. De bewoners van de Solent waren verbonden met continentaal Europa, voordat de Noordzee beide gebieden scheidde.
De vindplaats is gelegen in een verdronken bos, dat zich een kilometer uitstrekt. In een dikke laag veen zijn de restanten van bomen ingebed. Tussen 8000 en 5000 jaar geleden zorgde tijdens een zeespiegelstijging zeven meter 'estuariene waddensedimenten' ervoor dat dit onderwaterlandschap werd afgedekt. De site werd daardoor in een zuurstofarme omgeving beschermd. Door de veranderende kustlijn verdwijnt het beschermende slib en wordt het oude landoppervlak blootgelegd.
De site lag vroeger aan de rand van een riviervlakte met veel zoet water. Er groeiden wilde grassen en vele drasland-plantensoorten. Er groeiden ook eiken, populieren, wilde appels, beuken en elzen. Er werd DNA van oerossen, honden of wolven, herten, korhoenders en knaagdieren ontdekt.
Een verrassende vondst was het DNA van gedomesticeerd eenkoorn, een graansoort die voor zover bekend pas 2000 jaar later in Groot-Brittannië werd geïntroduceerd. Het betreft waarschijnlijk een vroege import uit oostelijke richting. Er zijn ook restanten van boomstamkano's gevonden.
Er zijn twee vindplaatsen:
- de vondsten van de eerste vindplaats bestaan uit duizenden verbrande en bewerkte vuurstenen en een middenvoetsbeen van een oeros. De vondsten duiden op het vervaardigen van werktuigen en bereiden van voedsel. Er werd een complete afslagbijl gevonden, die gebruikt werd voor houtbewerking.
- de vondsten van de tweede vindplaats bestaat vooral uit bewerkt hout, wat zeer zeldzaam is. Op veel houtfragmenten zijn zelfs nog houtwerksporen van dissels en bijlen zichtbaar. Er zijn sterk verhitte vuurstenen gebruikt om hout 'aan te kolen' en er is houtskool, verbrand hout en touw ontdekt. De 'moderne' bewerkingstechnieken 'lijken eerder kenmerkend voor het Neolithicum, meer dan 2000 jaar later.'[2] Er werd een basis van een grote, uitgeholde eik  ontdekt, die werd bewerkt, verkoold en in het midden verdiept om er een boomstamkano van te maken.

Verder werden er onderkanten van vier houten palen en een reeks houten platforms gevonden. In 2019 werd een structuur van houtafval, meer dan zestig hergebruikte stukken hout, ontdekt.